# Sondierung (Bergrettung)
Als Sondierung bezeichnet man das Absuchen eines Lawinenkegels mittels Lawinensonden. Sie ist ein wichtiger Bestandteil der Lawinenverschüttetensuche, der entweder alleine oder komplementär mit anderen Suchmethoden (LVS-Gerät, RECCO oder Rettungshund) eingesetzt wird.
Wenn nur Lawinensonden verwendet werden, schreitet ein Suchtrupp in eine enge Reihe langsam vorwärts, und sondiert dabei bei jedem Schritt.
In Kombination mit anderen Suchmethoden verwendet, dient die Sondierung die Position des Verschütteten nach der Punktortung genauer zu bestimmen. Dadurch kann die Bergungszeit erheblich verkürzt werden, weil vermieden wird, am Verschütteten vorbei oder ein unnötig großes Loch zu graben.

## Systematische Feinsondierung

Systematisch Sondieren

Ein systematisches Vorgehen ist beim Sondieren sehr wichtig, da so effizient und lückenlos sondiert werden kann. Der erste Einstichpunkt sollte in der Mitte eines bei der Punktortung ausgelegten Skistockkreuzes liegen. Danach wird reihum im Abstand von etwa 20 cm an den Stöcken und in den Zwischenräumen zwischen den Stöcken eingestochen.
Das Bild zeigt schematisch das Vorgehen beim Systematischen Sondieren. Die Schwarzen Striche symbolisieren das Stockkreuz, die Roten Punkte sind die Einstichpunkte beim Sondieren.
Wird innerhalb des Stockkreuzes nichts gefunden, ist es wichtig, nicht am Ende des Stockkreuzes aufzuhören, sondern sich die Stöcke verlängert zu denken und systematisch weiter zu sondieren.